# Sam Raimi
Sam Raimi [sæm ˈɹeɪmi] est un réalisateur, producteur et scénariste américain, né le 23 octobre 1959 à Royal Oak (Michigan, États-Unis).
Il est connu pour ses contributions dans le domaine du cinéma d'horreur, comme réalisateur de la trilogie cinématographique Evil Dead (1981-1993). Il produit plusieurs prolongements de cet univers devenu culte, mais également des films d'horreurs à succès : The Grudge (2004) ou 30 jours de nuit (2007). Il met lui-même en scène Jusqu'en enfer (2009).
Durant les années 1990, il produit des séries télévisées d'heroic fantasy (Hercule (1995-1999) et Xena, la guerrière (1995-2000) et réalise des projets de commande dans des genres très différents : le western avec Mort ou vif (1995), le policier Un plan simple (1998), le mélo sportif Pour l'amour du jeu (1999) et le thriller fantastique Intuitions (2001).
Mais durant les années 2000, il se frotte aux blockbusters en réalisant la trilogie Spider-Man (2002-2007). Il se concentrera sur la production durant la décennie suivante, mettant en scène en 2013 Le Monde fantastique d'Oz. En 2022, il réalise Doctor Strange in the Multiverse of Madness. C’est la quatrième fois qu’il réalise un film dérivé des comics Marvel et le premier faisant partie du Marvel Cinematic Universe.

## Biographie

### Jeunesse, enfance et débuts
Samuel Marshall Raimi naît le 23 octobre 1959 à Royal Oak dans le Michigan, aux (États-Unis), Il est le fils des commerçants Celia Barbara et Leonard Ronald Raimi. Ses ancêtres étaient des immigrants Russe et de Hongrie. Il est le frère aîné de l'acteur Ted Raimi, et le frère cadet du scénariste et médecin Ivan Raimi. Il a une sœur, Andrea Raimi. Un autre frère aîné, Sander, est mort à 15 ans dans une noyade accidentelle ; Raimi a déclaré que le traumatisme a resserré les liens de la famille restante et « a coloré tout ce qu'il a fait pour le reste de sa vie ».
Raimi a été diplômé de la Birmingham Groves High School (en) et est ensuite allé à l'université d'État du Michigan, où il a étudié l'anglais mais est parti après trois semestres pour tourner Evil Dead.

### Courts métrages et révélation critique (années 1970)
Très jeune, il se passionne pour le cinéma. Son père lui donne une caméra Super 8 alors qu'il a 13 ans. En 1975, durant ses études à l'université, il rencontre aux cours d'art dramatique Bruce Campbell, qui devient plus tard son acteur fétiche. Bruce Campbell et un de leurs amis communs, Scott Spiegel, s'essayent depuis 2 ans à la réalisation de films burlesques en Super 8 inspirés des Trois Stooges. Sam rejoint le duo qui devient trio. Leur premier court-métrage est The James Hoffa Story, réalisé par Scott Spiegel. Ils tournent sa suite, The Hoffa Story Part II, l'année suivante. Une vingtaine de courts-métrages sont produits par le trio comme I'll Never Heil Again, The Great Bogus Monkey Pignut Swindle, James Bombed, Attack of the Pillsburg Dough Boy, Uncivil War Birds, Charlie's Angels ou encore William Shakespeare : The Movie.
Dans leurs productions, Sam, Bruce et Scott sont rejoints par Robert Tapert, colocataire de Sam, et par ses frères Raimi, Ted et Ivan. Peu à peu, les rôles se dessinent : Sam, derrière la caméra et Bruce, devant. Ils sont aussi aidés par Vern Nobles, réalisateur de spots publicitaires dans lesquels Bruce Campbell apparaît et avec qui ce dernier s'est lié d'amitié. Une caméra 16 mm, salle de montage et appareils de mixages sont mis à la disposition de la bande qui se baptise la Detroit Mafia. À la même époque, Sam Raimi et Bruce Campbell participent à la création d'un feuilleton sur la radio du campus : The Adventures of the Captain Nemo and his pirate band. Sam y incarne le capitaine Nemo et Bruce, son lieutenant.
Scott Spiegel fait ensuite découvrir le cinéma fantastique à Sam Raimi. Sam Raimi et Robert Tapert produisent alors leur premier court-métrage fantastique : Within the Woods, version améliorée de leur précédent court-métrage Clockwork et brouillon de leur futur premier long métrage, Book of the Dead, qui est plus tard rebaptisé Evil Dead par le distributeur Irvin Shapiro. Within the Woods raconte l'histoire de jeunes gens possédés par des démons dans une cabane dans les bois. Le film fait une belle carrière dans les circuits universitaires et est même programmé dans un cinéma de Detroit en première partie du Rocky Horror Picture Show. Les maquillages sont assurés par Tom Sullivan qui rejoint ainsi l'entourage de Sam Raimi.

### La trilogieEvil Deadet succès (années 1980)
Deux ans plus tard, Sam Raimi et Robert Tapert décident de franchir le cap du long métrage pour un budget de 350 000 dollars. Ils commencent la production de Book of the Dead via la société Renaissance Pictures, fondée en 1979 pour gérer l'aspect financier du film. Pas forcément fan de films d'horreur, Sam Raimi s'inspire particulièrement des cartoons de Tex Avery, des comics, le western et bien sûr Les Trois Stooges. Avec son budget très faible, le tournage, principalement dans une cabane du Tennessee, est très compliqué et se déroule dans des conditions extrèmes.
Une fois fini, le film peine à trouver des distributeurs. Il est diffusé une première fois en octobre 1981 à Détroit en seconde partie du The Rocky Horror Picture Show. Il est aussi projeté au Marché du film de Cannes en marge du festival de Cannes 1982, où il est vu par l'écrivain Stephen King, qui le soutiendra ensuite publiquement,.
Diffusé à l'American Film Market, le film trouve enfin des distributeurs : Stephen Woolley, Nik Powell et Irvin Shapiro. Le film est rebaptisé Evil Dead et remporte de nombreux prix dont le Grand Prix, le Prix du Public et le Prix de la Meilleure Première Œuvre au festival international du film fantastique et de science-fiction de Paris. Evil Dead est aussi un tube au palmarès des vidéos louées. Pas moins de 50 000 cassettes vendues la première année[réf. nécessaire]. C'est aussi via ce vecteur de diffusion que le culte se crée réellement autour du film.
Après ce premier essai réussi, Sam Raimi décide de changer de registre pour ne pas rester prisonnier du genre fantastique comme ses confrères Wes Craven ou John Carpenter. En 1985, il réalise Mort sur le grill (Crimewave), une comédie policière qu’il écrit avec les frères Joel et Ethan Coen. Le film est un véritable cartoon de Tex Avery dans lequel Bruce Campbell tient un plus petit rôle et dont les rôles principaux sont tenus par Reed Birney et Paul L. Smith. Le succès n'est cependant pas au rendez-vous, avec seulement 5 101 $ récoltés sur le sol américain et 135 893 entrées en France.
Six ans après Evil Dead, Sam Raimi réalise une suite : Evil Dead 2. Cette suite bénéficie d'une enveloppe plus importante, 3 millions de dollars, grâce à l'arrivée de Dino De Laurentiis sur le projet, qui coproduit aussi avec Renaissance Pictures. Bruce Campbell y reprend son rôle d'Ash Williams. Ce deuxième film est à la fois une suite et un remake avec davantage d'humour slapstick. Les vingt premières minutes résument le premier épisode en adaptant certaines parties du scénario. Malgré une sortie limitée, le film récolte presque 6 millions de dollars sur le sol américain et attire plus de 500 000 spectateurs dans les salles françaises.
Avec Robert Tapert, il étend les perspectives de production de Renaissance Pictures, en produisant plusieurs films comme The Dead Next Door de J. R. Bookwalter, un de ses copains, mais aussi Easy Wheels de David O'Malley, Stryker's War ou encore Lunatics: A Love Story de Josh Becker.
Cherchant un nouveau projet et toujours dans l'idée de ne pas se confiner à un seul registre, il décide d'adaptater d'un comic book. Dès 1987, il avait tenté d'obtenir les droits d'adaptation des personnages Batman et de The Shadow, mais des films sont déjà en développement. Il décide alors de créer son propre personnage de comics qu'il nomme The Darkman,. Il parvient à décrocher un contrat avec Universal Pictures. Pour son premier film de studio, Sam Raimi s'applique. Il réécrit plusieurs fois son scénario (notamment avec Chuck Pfarrer), peaufine ses séquences et ses plans et s'entoure des meilleurs à commencer par le directeur de la photographie Bill Pope, avec lequel il a déjà travaillé sur Evil Dead 3 et qui officiera plus tard sur ses Spider-Man. Darkman sort le 24 août 1990 et le succès est au rendez-vous. Produit pour environ 15 millions de dollars, le film en rapporte plus de 48 millions dans le monde. Deux suites seront produites.

### Grosses productions, échecs et diversification (années 1990)
Evil Dead 3 sort en 1990. Il reçoit des critiques globalement positives, et récolte 21 502 976 $ dans le monde.
Avec Robert Tapert, il produit, via leur société de production Renaissance Pictures, le premier film américain du réalisateur John Woo, Chasse à l'homme ou encore Timecop de Peter Hyams, deux films avec Jean-Claude Van Damme. Il écrit également Le Grand Saut en 1993 avec Joel et Ethan Coen.
Après le succès de Darkman, son premier pour un studio, Sam Raimi enchaîne alors un film à gros budget mais tout un autre genre : le western. Il est personnellement choisi par Sharon Stone pour diriger Mort ou vif (1995). Le film met en scène des as de la gâchette qui se retrouvent dans une petite ville pour une série de duels. Malgré un casting solide, le film est un échec critique et commercial.
Toujours avec Robert Tapert, il développe pour la télévision plusieurs projets de séries dont, entre autres, American Gothic (1995-1996) au succès critique et Hercule (1995-1999) et son spin-off Xena, la guerrière (1995-2001) au succès retentissant.
Après cela, Sam Raimi s'essaie au thriller avec Un plan simple (1998), adapté d'un roman de Scott Smith, qui signe lui-même le scénario. Il y dirige notamment Bill Paxton, Billy Bob Thornton et Bridget Fonda. Le film obtient deux nominations aux Oscars et de bonnes critiques dans la presse, mais c'est un nouvel échec commercial.
Kevin Costner fait ensuite appel à lui pour réaliser le drame sportif Pour l'amour du jeu (1999). Mais la production du film est compliquée notamment car l'acteur a négocié le final cut et s'oppose régulièrement au studio. C'est un nouvel échec commercial : produit pour 50 millions, il n'en rapporte que 46 millions dans le monde.
Il revient vers un univers plus noir avec Intuitions, un thriller horrifique et fantastique sorti en 2000. Ce film avec notamment Cate Blanchett, Keanu Reeves et Katie Holmes, lui permet de renouer avec le succès auprès du public : le film engrange plus de 44 millions de recettes au box-office.
Dans les années 1990, il est un temps envisagé pour réaliser d'autres films plus ou moins importants comme La Mouche 2, sa propre version de Dracula, les blockbusters Godzilla ou encore La Momie[réf. nécessaire].

### La trilogieSpidermanet remakes (années 2000-2010)

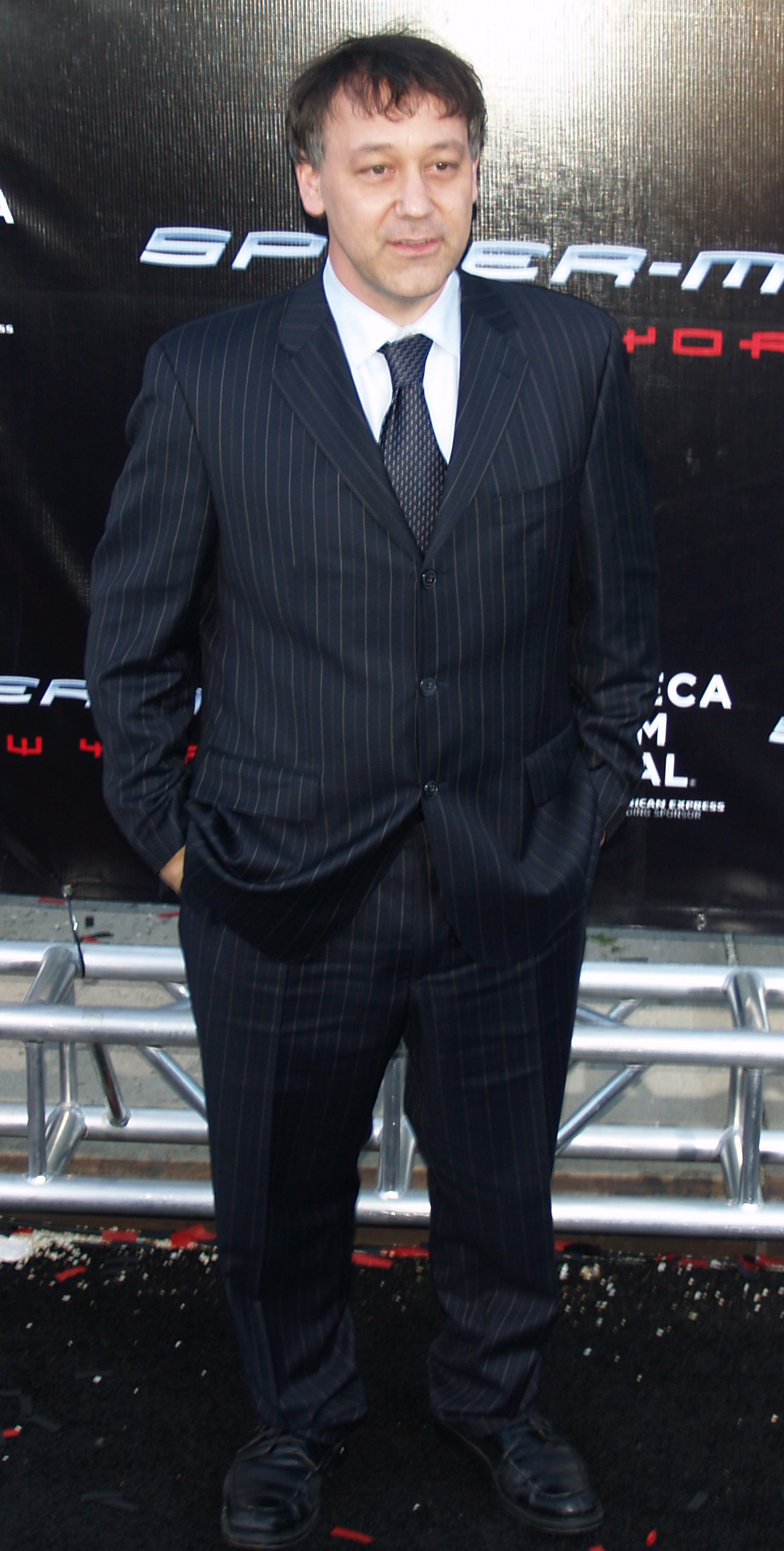
Sam Raimi à l'avant-première parisienne de Spider-Man 3,
le 30 avril 2007.

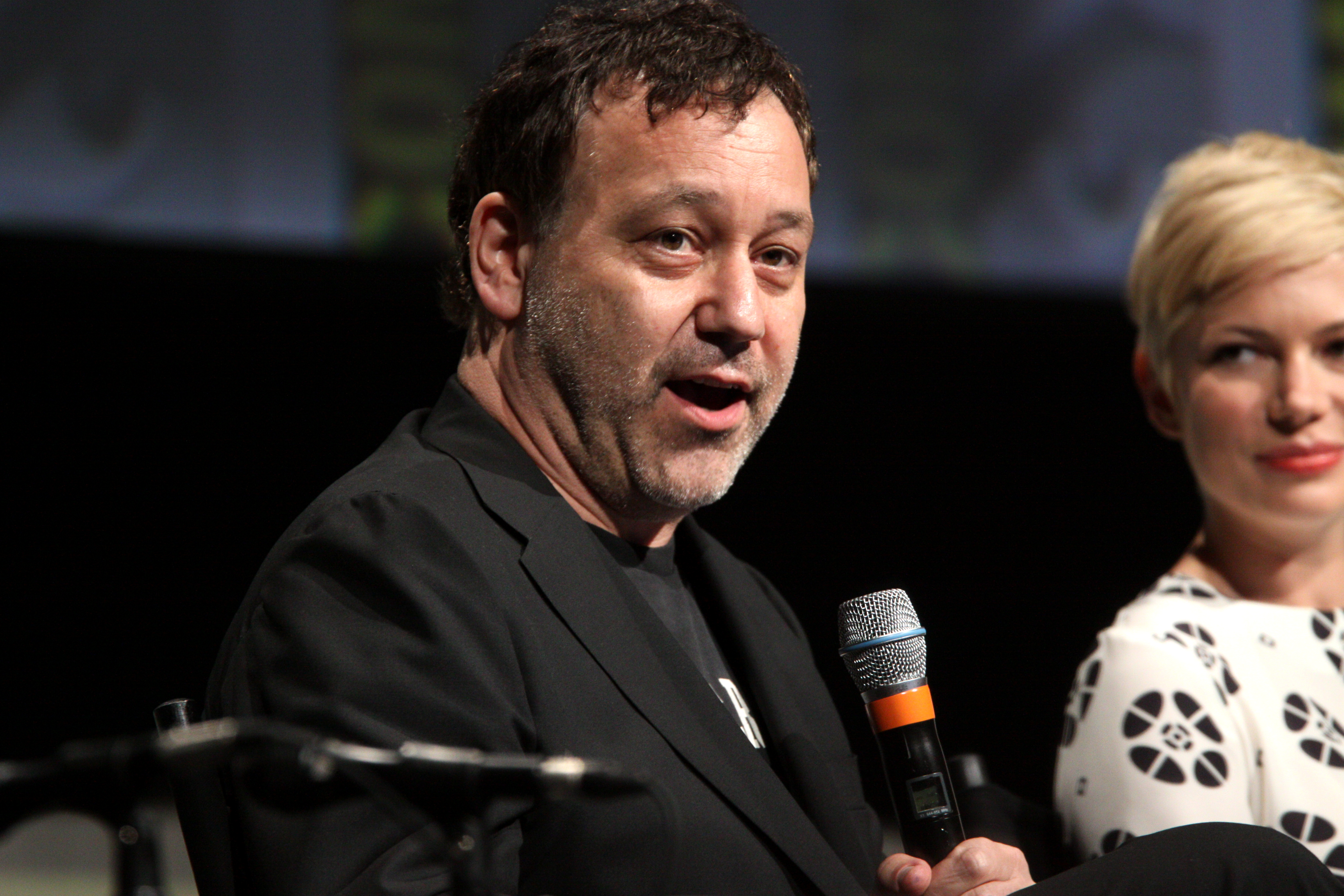
Sam Raimi au San Diego Comic-Con 2012, pour la promotion de Le Monde fantastique d'Oz.

En 2000, Columbia Pictures lui confie la réalisation de Spider-Man développé précédemment par James Cameron. Le film sort en 2002 et est un véritable triomphe planétaire. Sam Raimi accepte d'enchaîner avec la réalisation des deux volets suivants, Spider-Man 2 et Spider-Man 3. Une trilogie qui accapare l'auteur pendant 7 ans.
Fort de ce succès, il crée — toujours avec Robert Tapert — une nouvelle société de production, Ghost House Pictures, qui ne développe que des films d'horreur dont le premier est The Grudge (2004). C'est d'ailleurs via sa propre société de production que Sam Raimi produit et réalise son film suivant, le film d'horreur Jusqu'en enfer. Coécrit avec son frère Ivan, ce long métrage est un véritable retour aux sources de son premier film, Evil Dead. Le film sort en mai 2009 et reçoit des critiques plutôt positives,. Produit pour 30 millions de dollars, le film en récolte 90 au box-office mondial.
Le 22 juillet 2009, Blizzard Entertainment annonce dans un communiqué de presse qu’il a été choisi pour la réalisation du film fondé sur l’univers de Warcraft. Le 17 juillet 2012, il annonce qu'il ne réalisera finalement pas le film.
En janvier 2010, Sony Pictures Entertainment annonce via un communiqué de presse que le prochain Spider-Man, prévu pour 2012, sera un reboot, Sam Raimi ne participe pas au projet. The Amazing Spider-Man, réalisé par Marc Webb.
En juillet 2011 commence la production de Evil Dead, suite de la trilogie recommençant sous forme de remake du premier film de la saga et tourné en 3D. Sam Raimi décide d'occuper le poste de producteur laissant la place de réalisateur à un jeune cinéaste Fede Álvarez. Le film sort en avril 2013.
La même année, il signe son quatorzième long-métrage, Le Monde fantastique d'Oz, pour les studios Disney. Ce film d'aventure est une préquelle du film Le Magicien d'Oz sorti en 1939, lui-même adapté du roman Le Merveilleux Pays d'Oz de L. Frank Baum publié en 1904. Sam Raimi retrouve pour l'occasion l'acteur James Franco ainsi que le compositeur Danny Elfman. Le film est un succès commercial, malgré des critiques mitigées. Le réalisateur ne désire pas mettre en scène la suite, annoncée pourtant rapidement par le studio.
En 2014, il réalise le pilote de la série judiciaire Rake, dont il est également l'un des producteurs exécutifs, aux côtés notamment de l'acteur principal, Greg Kinnear. L'épisode ne convenant pas à la chaîne Fox, il en réalise un second, à partir d'un nouveau script. La série sera cependant arrêtée au bout de l'unique saison de 13 épisodes, faute d'audiences. Il reste à la télévision pour son nouveau projet : un retour à la franchise Evil Dead, avec une série pour la chaîne câblée Starz. Intitulée Ash vs. Evil Dead, cette comédie horrifique est une suite directe à la trilogie, avec Bruce Campbell reprenant son rôle. Il retrouve également Lucy Lawless et son collaborateur Robert Tapert. Il réalise le premier épisode de cette saison de 10 épisodes, qu'il coécrit avec son frère Ivan. La série connaitra 3 saisons et sera diffusée entre 2015 et 2018.
En 2018, il réitère ses envies d'heroic fantasy en acceptant de mettre en scène une adaptation cinématographique du premier volume de la trilogie littéraire Chronique du tueur de roi. Cependant, il est annoncé quelques mois plus tard qu'il n'est plus impliqué sur le projet.
En avril 2020, il annonce qu'il va enfin revenir à la réalisation en dirigeant le vingt-huitième film de l'univers cinématographique Marvel, Doctor Strange in the Multiverse of Madness, suite du film Doctor Strange (2016) de Scott Derrickson. Le film sort en 2022. Il est plébicité par la presse spécialisée pour son univers visuel et pour les performances de ses acteurs, particulièrement celles de Benedict Cumberbatch, Elizabeth Olsen et Xochitl Gomez, mais reçoit également des critiques pour des défauts dans son rythme et son écriture. Le succès commercial est immense avec plus de 955 millions de dollars au box-office.
Il continue en parallèle de produire de nombreux films, dont un nouveau volet de la franchise Evil Dead, Evil Dead Rise, qui sort en 2023.

## Filmographie
Sauf indication contraire, les informations mentionnées dans cette section peuvent être confirmées par la base de données cinématographiques IMDb,  présente dans la section « Liens externes ».

### Réalisateur

#### Cinéma
- 1981 : Evil Dead (The Evil Dead)
- 1985 : Mort sur le grill (Crimewave)
- 1987 : Evil Dead 2 (Evil Dead II: Dead by Dawn)
- 1990 : Darkman
- 1993 : Evil Dead 3 : L'Armée des ténèbres (Army of Darkness)
- 1995 : Mort ou vif (The Quick and the Dead)
- 1998 : Un plan simple (A Simple Plan)
- 1999 : Pour l'amour du jeu (For Love of the Game)
- 2000 : Intuitions (The Gift)
- 2002 : Spider-Man
- 2004 : Spider-Man 2
- 2007 : Spider-Man 3
- 2009 : Jusqu'en enfer (Drag Me to Hell)
- 2013 : Le Monde fantastique d'Oz (Oz: The Great and Powerful)
- 2022 : Doctor Strange in the Multiverse of Madness
- 2026 : Send Help

#### Courts métrages
- 1972 : Out West
- 1975 : The Great Bogus Monkey Pignuts Swindle
- 1976 : Uncivil War Birds
- 1976 : The James R. Hoffa Story, Part II
- 1976 : Mystery No Mystery
- 1976 : Attack of the Pillsbury Doughboy
- 1977 : Six Months To Live
- 1977 : It's Murder !
- 1977 : The Happy Valley Kid
- 1977 : Picnic
- 1977 : Civil War Part II
- 1978 : Within the Woods
- 1979 : Clockwork
- 1979 : William Shakespeare: The Movie
- 1985 : The Sappy Sap
- 1988 : Cold Metal d'Iggy Pop (clip)
- 2017 : The Black Ghiandola

#### Télévision
- 2014 : Rake (série télévisée) - 2 épisodes
- 2015 : Ash vs. Evil Dead (série télévisée) - épisode pilote

### Producteur / producteur délégué
- 1977 : It's Murder ! (court métrage) de lui-même
- 1978 : Within the Woods (court métrage) de lui-même
- 1981 : Evil Dead (The Evil Dead) de lui-même
- 1989 : Easy Wheels (en) de David O'Malley
- 1989 : The Dead Next Door (en) de J.R. Bookwalter (crédité sous le nom de The Master Cylinder)
- 1991 : Lunatics: A Love Story de Josh Becker
- 1993 : Chasse à l'homme (Hard Target) de John Woo
- 1994 : Timecop de Peter Hyams
- 1994 : Hercule et les Amazones (Hercules and the Amazon Women) (téléfilm) de Bill L. Norton
- 1994 : Hercule et le Royaume oublié (Hercules and the Lost Kingdom) (téléfilm) de Harley Cokeliss
- 1994 : Hercule et le cercle de feu (Hercules and the Circle of Fire) (téléfilm) de Doug Lefler (en)
- 1994 : Hercule et le Monde des ténèbres (Hercules in the Underworld) (téléfilm) de Bill L. Norton
- 1994 : Hercule et le Labyrinthe du Minotaure (Hercules in the Maze of the Minotaur) (téléfilm) de Josh Becker (en)
- 1994-1995 : MANTIS (série télévisée) - 22 épisodes
- 1995-1999 : Hercule (Hercules: The Legendary Journeys) (série télévisée) - 111 épisodes
- 1995 : Darkman 2 : Le Retour de Durant (Darkman II: The Return of Durant) de Bradford May
- 1995-1996 : American Gothic (série télévisée) - 22 épisodes
- 1995-2001 : Xena, la guerrière (Xena: Warrior Princess) (série télévisée) - 134 épisodes
- 1996 : Darkman 3 (Darkman III: Die Darkman Die) de Bradford May
- 1997-1998 : Jeux d'espions (Spy Game) (série télévisée) - 13 épisodes
- 1998 : Hercule et Xena : La Bataille du mont Olympe (Hercules and Xena - The Animated Movie: The Battle for Mount Olympus) de Lynne Naylo
- 1998-1999 : Hercule contre Arès (Young Hercules) (série télévisée) - 49 épisodes
- 2000 : Jack, le vengeur masqué (Jack of All Trades) (série télévisée) - 22 épisodes
- 2000-2001 : Cleopatra 2525 (série télévisée) - 28 épisodes
- 2004 : The Grudge de Takashi Shimizu
- 2005 : Boogeyman de Stephen T. Kay
- 2006 : The Grudge 2 de Takashi Shimizu
- 2007 : Les Messagers (The Messengers) d'Oxide Pang Chun et Danny Pang
- 2007 : Rise (Rise: Blood Hunter) de Sebastian Gutierrez
- 2007 : 30 Jours de nuit (30 Days of Night) de David Slade
- 2009 : The Grudge 3 de Toby Wilkins
- 2008-2010 : Legend of the Seeker : L'Épée de vérité (Legend of the Seeker) (série télévisée) - 39 épisodes
- 2009 : Jusqu'en enfer (Drag Me To Hell) de lui-même (non crédité)
- 2010-2013 : Spartacus : Le Sang des gladiateurs (Spartacus: Blood and Sand) (série télévisée) - 33 épisodes
- 2011 : Spartacus : Les Dieux de l'arène (Spartacus: Gods of the Arena) (mini-série télévisée)
- 2012 : Possédée (The Possession) d'Ole Bornedal
- 2013 : Evil Dead de Fede Álvarez
- 2014 : Rake (série télévisée) - 3 épisodes
- 2014 : Murder of a Cat (en) de Gillian Greene
- 2014 : Knifeman (téléfilm) de Craig Zisk
- 2015 : Poltergeist de Gil Kenan
- 2015-2018 : Ash vs. Evil Dead (série télévisée)
- 2016 : Don't Breathe : La Maison des ténèbres (Don't Breathe) de Fede Álvarez
- 2019 : Crawl d'Alexandre Aja
- 2020 : The Grudge de Nicolas Pesce (en)
- 2021 : La Chapelle du diable (Sanctuaire) d'Evan Spiliotopoulos (en)
- 2021 : Les Pages de l'angoisse (Nightbooks) de David Yarovesky
- 2021 : Don't Breathe 2 de Rodo Sayagues
- 2022 : Umma d'Iris K. Shim
- 2023 : 65 : La Terre d'avant (65) de Scott Beck et Bryan Woods
- 2023 : Evil Dead Rise de Lee Cronin
- 2023 : Boy Kills World de Moritz Mohr
- 2024 : Don't Move d'Adam Schindler
- 2025 : Piégé (Locked) de David Yarovesky
- 2026 : Send Help de lui-même
- 2026 : Evil Dead Burn de Sébastien Vaniček

### Scénariste
- 1978 : Within the Woods (court métrage) de lui-même
- 1981 : Evil Dead (The Evil Dead) de lui-même
- 1985 : Mort sur le grill (Crimewave) de lui-même (coécrit avec Joel et Ethan Coen)
- 1987 : Evil Dead 2 (Evil Dead II - Dead by Dawn) de lui-même (coécrit avec Scott Spiegel)
- 1989 : Easy Wheels (en) de David O'Malley (coécrit avec son frère Ivan Raimi et David O'Malley ; crédité sous le nom de Celia Abrams)
- 1990 : Darkman de lui-même (coécrit avec Chuck Pfarrer)
- 1992 : The Nutt house (coécrit avec Scott Spiegel)
- 1993 : Evil Dead 3 : L'Armée des ténèbres (Army of Darkness) de lui-même (coécrit avec son frère Ivan Raimi)
- 1994 : Le Grand Saut (The Hudsucker Proxy) de Joel et Ethan Coen (coécrit avec Joel et Ethan Coen)
- 2005 : Man with the Screaming Brain de Bruce Campbell (coscénariste ; crédité sous le nom de R.O.C. Sandstorm)
- 2007 : Spider-Man 3 de lui-même (coscénariste)
- 2009 : Jusqu'en enfer (Drag Me To Hell) de lui-même
- 2015 : Ash vs. Evil Dead (série télévisée) - épisode pilote

### Acteur
- 1977 : It's Murder ! (court métrage) de lui-même
- 1981 : Evil Dead (The Evil Dead) de lui-même : l'Esprit du mal (voix)
- 1985 : Stryker's War de Josh Becker : le leader du culte
- 1985 : Drôles d'espions (Spies Like Us) de John Landis : un agent de sécurité
- 1987 : Evil Dead 2 (Evil Dead II - Dead by Dawn) de lui-même : un soldat médiéval / le rocking chair possédé (non crédité)
- 1988 : Maniac Cop de William Lustig : un reporter à la parade
- 1989 : Intruder de Scott Spiegel : Randy
- 1990 : Maniac Cop 2 de William Lustig : un journaliste
- 1990 : Miller's Crossing de Joel et Ethan Coen : le tueur ricanant abattu à la mitraillette dans la rue (caméo non crédité)
- 1992 : Innocent Blood de John Landis : le boucher à Rome
- 1993 : Evil Dead 3 : L'Armée des ténèbres (Army of Darkness) de lui-même : un chevalier
- 1993 : Journey to the Center of the Earth (téléfilm) de William Dear : Collins
- 1993 : L'Été indien (Indian Summer) de Mike Binder : Stick Coder
- 1993 : Petits Cauchemars avant la nuit (Body Bags) - segment The Gas Station de John Carpenter : le cadavre de Bill
- 1993 : La Cité des monstres (Freaked) de Tom Stern et Alex Winter : un policier corrompu
- 1994 : MANTIS (série TV) : Ray (non crédité)
- 1994 : Le Grand Saut (The Hudsucker Proxy) de Joel et Ethan Coen : un cerveau de la boîte
- 1994 : Le Fléau ( The Stand) (mini-série) - 1 épisode : Bobby Terry
- 1994 : La Famille Pierrafeu ( The Flintstones) de Brian Levant : l'homme ressemblant à Cliff Vandercave
- 1995 : Galaxis de William Mesa : l'officier nerveux
- 1997 : Shining : Les Couloirs de la peur (The Shining) (mini-série) - 1 épisode : Howie Langston
- 2009 : Jusqu'en enfer (Drag Me To Hell) de lui-même : un fantôme à la séance de spiritisme (caméo)
- 2013 : 3 Geezers! (en) de Michelle Schumacher : Sam
- 2016 : Le Livre de la jungle (The Jungle Book) de Jon Favreau : l'écurueil géant (voix)
- 2019 : Fanboy de Gillian Greene : lui-même

## Collaborateurs fréquents
Devant la caméra

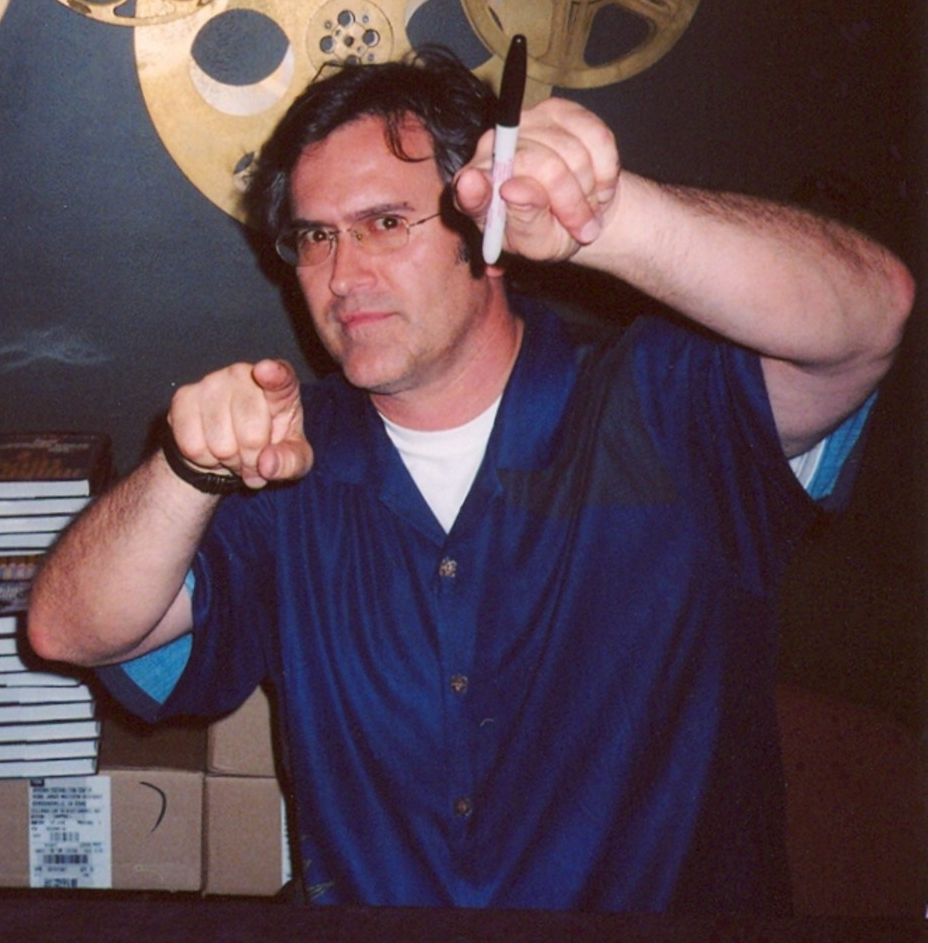
Bruce Campbell en 2005.

Ami de longue date du cinéaste, Bruce Campbell apparait quasiment dans toutes ses œuvres, dès ses courts métrages It's Murder ! (1977) et Within the Woods (1978). Il incarne Ash Williams dès le premier long métrage de Sam Raimi, Evil Dead (1981). Il reprend ce rôle dans les suites et série télévisées inspirées de la franchise. L'acteur incarne par ailleurs Renaldo « The Heel » dans Mort sur le grill (1985). Il fera ensuite principalement des caméos dans les films suivants de Sam Raimi : Darkman (1990), Mort ou vif (1995), Le Monde fantastique d'Oz (2013) et Doctor Strange in the Multiverse of Madness (2022). Il tient par ailleurs de petits rôles dans sa trilogie Spider-Man : l'annonceur sur le ring dans Spider-Man (2002), le portier du théâtre dans Spider-Man 2 (2005) puis le maître d'hôtel du restaurant français dans Spider-Man 3 (2007). Sam Raimi a par ailleurs participé à l'écriture du scénario de Man with the Screaming Brain (2005), réalisé par Bruce Campbell.

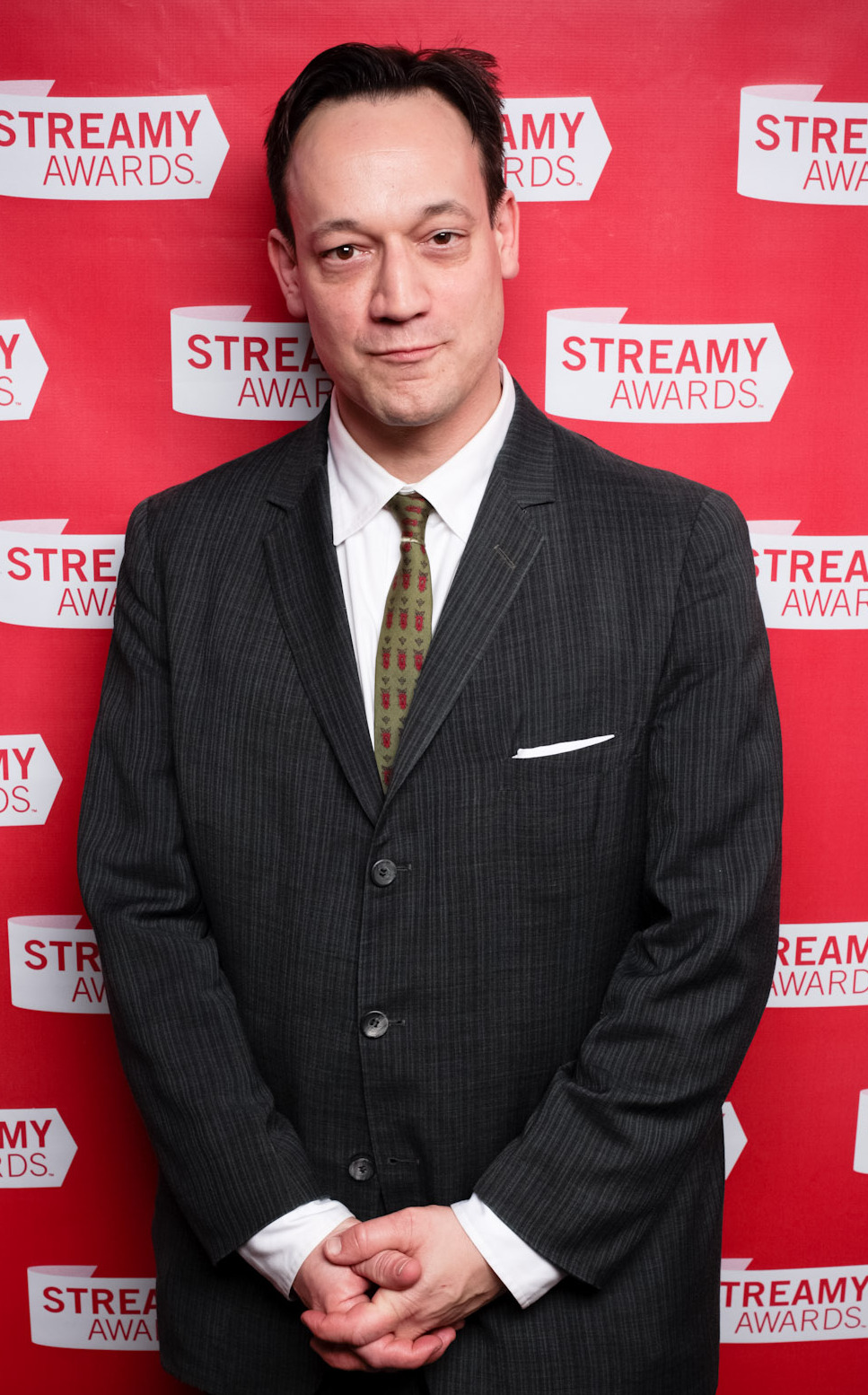
Ted Raimi en 2010.

Sam Raimi a également fait beaucoup tourner son frère Ted Raimi, souvent dans de petits rôles. Il est ainsi présent dans Evil Dead (1981), Mort sur le grill (1985), Evil Dead 2 (1987), Darkman (1990), Evil Dead 3 (1992, dans lequel il incarne plusieurs personnages), Pour l'amour du jeu (1999), la trilogie Spider-Man (2002-2007), Jusqu'en enfer (2009) et Le Monde fantastique d'Oz (2013). Ted Raimi apparait également dans des productions de son frère : les films Chasse à l'homme (1993, John Woo) et The Grudge (2004, Takashi Shimizu) ou encore les séries télévisées Hercule et Xena, la guerrière.
James Franco incarne Harry Osborn dans la trilogie Spider-Man. Il tient ensuite le rôle d'Oscar Diggs / le Magicien d'Oz dans Le Monde fantastique d'Oz. Willem Dafoe incarne le père de Harry, alias Norman Osborn / le Bouffon vert, dans les trois films Spider-Man. Plusieurs acteurs et actrices, comme Tobey Maguire, Kirsten Dunst, J. K. Simmons, Bill Nunn, Elizabeth Banks, Cliff Robertson, apparaissent dans les trois films sur l'homme-araignée. Rosemary Harris, qui incarne Tante May dans la trilogie, est également présente dans Intuitions (2001).
Chelcie Ross est présent dans Un plan simple (1998), Intuitions (2001) et Jusqu'en enfer (2009).
Chloe Dykstra (en), Bill Calvert et Taylor Gilbert ont tous les trois joué dans Spider-Man (2002) et Spider-Man 2 (2004).
Michael Papajohn et Joe Manganiello ont tous les deux joué dans Spider-Man (2002) et Spider-Man 3 (2007).
Rachel McAdams est présente dans Doctor Strange in the Multiverse of Madness (2022) et Send Help (2026).
Ami d'enfance, Scott Spiegel est présent dès ses courts métrages des années 1970-1980 : It's Murder !, Within the Woods, Clockwork et The Sappy Sap. Il joue de petits rôles dans les premiers volets de la saga Evil Dead, dans Darkman, Mort ou vif, Spider-Man et Spider-Man 2. Il a par ailleurs coécrit avec la réalisateur le scénario de Evil Dead 2.
Derrière la caméra

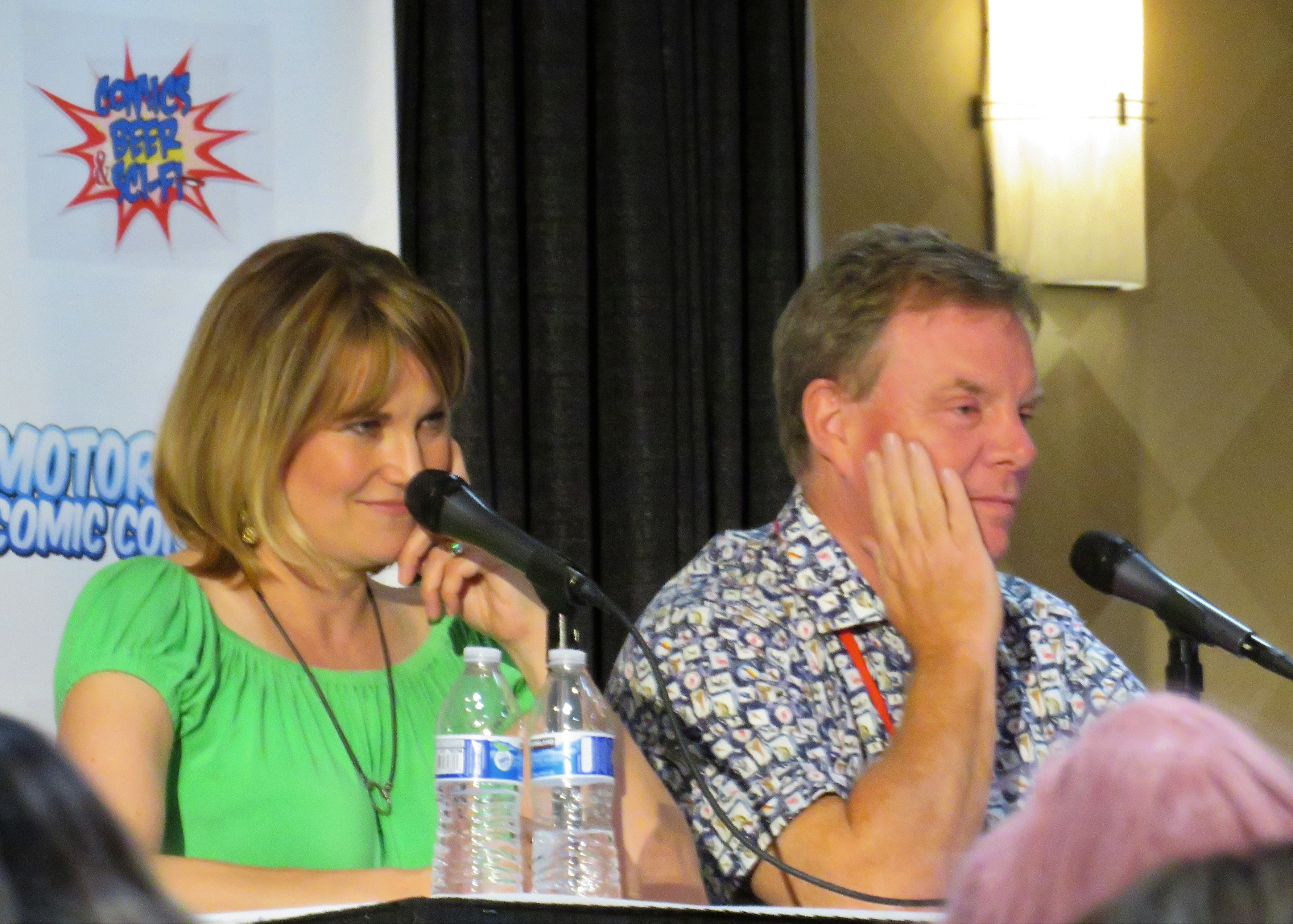
Lucy Lawless et Robert Tapert.

Sam Raimi travaille très fréquemment avec le producteur Robert Tapert, ancien colocataire à l'université de son frère Ivan. Ils ont ensemble fondé les sociétés Renaissance Pictures (1979) et Ghost House Pictures (2002). Robert Tapert est marié à l'actrice Lucy Lawless, apparue dans plusieurs de leurs productions (Spider-Man, Xena, la guerrière, Spartacus).
Son autre frère, Ivan Raimi (en), a coécrit Darkman (1990), Evil Dead 3 (1992), Spider-Man 3 (2007), Jusqu'en enfer (2009) ou encore la série Ash vs. Evil Dead. Il a par ailleurs fait de petites apparitions dans certains films de son frère.
Sam Raimi collabore avec le compositeur Danny Elfman dès Darkman (1990). Il compose ensuite un thème pour Evil Dead 3, avant de revenir comme compositeur principal sur Un plan simple (1998), la trilogie Spider-Man (2002-2007), Le Monde fantastique d'Oz (2013) et Doctor Strange in the Multiverse of Madness (2022).
Sam Raimi a collaboré à plusieurs reprises avec les frères Joel et Ethan Coen. Joel Coen était co-monteur sur Evil Dead et est devenu ami avec Sam Raimi. L'expérience de Joel Coen sur Evil Dead l'a inspiré pour achever son premier long métrage, Blood Simple. Les deux frères apparaissent en caméo dans Mort sur le grill (qu'ils ont coécrit) et uniquement Joel dans Darkman. Sam Raimi apparait quant à lui dans leurs films Miller's Crossing (1990) et Le Grand Saut (1994).

## Distinctions
Cette section récapitule les principales récompenses et nominations obtenues par Sam Raimi. Pour une liste plus complète, consulter IMDb.

### Récompenses
- Festival international du film de Catalogne 1990 : Meilleur réalisateur pour Darkman et prix spécial Time-Machine Honorary Award.
- Festival international du film fantastique de Bruxelles 1993 : Prix Corbeau d'or pour Evil Dead 3
- Saturn Awards 2001 : Prix George Pal Memorial Award.
- Saturn Awards 2005 : Meilleur réalisateur pour Spider-Man 2
- Empire Awards 2005 : Meilleur réalisateur pour Spider-Man 3
- 2015 : Festival international du film fantastique de Bruxelles de la meilleure présentation TV pour Ash vs. Evil Dead partagé avec David Frazee (en)
- Motion Picture Sound Editors 2016 : Prix du meilleur cinéaste

### Nominations
- Saturn Awards 1991 : Meilleur réalisateur pour Darkman
- Saturn Awards 2003 : Meilleur réalisateur pour Spider-Man
- Empire Awards 2003 : Meilleur réalisateur pour Spider-Man
- Saturn Awards 2008 : Meilleur réalisateur pour Spider-Man 3

## Anecdotes
- Il porte en permanence pendant les tournages un costume-cravate, en hommage à Alfred Hitchcock[36],[37].
- Dans tous ses films (excepté Mort ou vif, pour une raison évidente : c’est un western) on peut voir sa voiture, une Oldsmobile Delta 88 jaune[38],[39]. Dans certains commentaires audio, elle est le sujet d’une querelle amicale avec Bruce Campbell, qui se serait juré de la détruire.
- On remarque également la présence presque systématique d'une scène se déroulant dans un cimetière (La trilogie Evil Dead, Darkman, Mort ou Vif, Jusqu'en enfer, la trilogie Spider-Man…)
- Ses films se terminent souvent par un commentaire en voix off d’un des personnages principaux.
- Il a soutenu et financé la campagne de deux candidats républicains : Arlen Specter en 1995 avec 450$ et George W. Bush en 2004 avec 900$. Il a également financé la campagne sénatoriale d'une candidate démocrate : Barbara Boxer avec 1000$[40].